# Татарука
Татарука — гора в северной части массива Свидовец (Украинские Карпаты). Расположена на границе Раховского и Тячевского районов Закарпатской области. Высота — 1707 м (по другим данным, 1711 м). На привершинной части горы раскинулись пастбища. Восточные склоны крутые, южные — пологие.
С юга к горе прилегает седловина, простирающаяся до горы Трояска (1702 м). Западнее Татаруки расположена гора Пидпула (1634 м), на юго-востоке — озеро Апшинец и гора Догяска (1761 м). На восточных склонах Татаруки лежит Апшинецкий заказник, на северо-восточных склонах расположены истоки реки Чёрная Тиса.
Через Татаруку проходит туристический маршрут от главного Свидивецкого хребта (горы Трояска) до перевала Околе (1193 м), и далее — к горе Братковская (1788 м).
Ближайший населённый пункт: село Черная Тиса.